# Luise Erhard

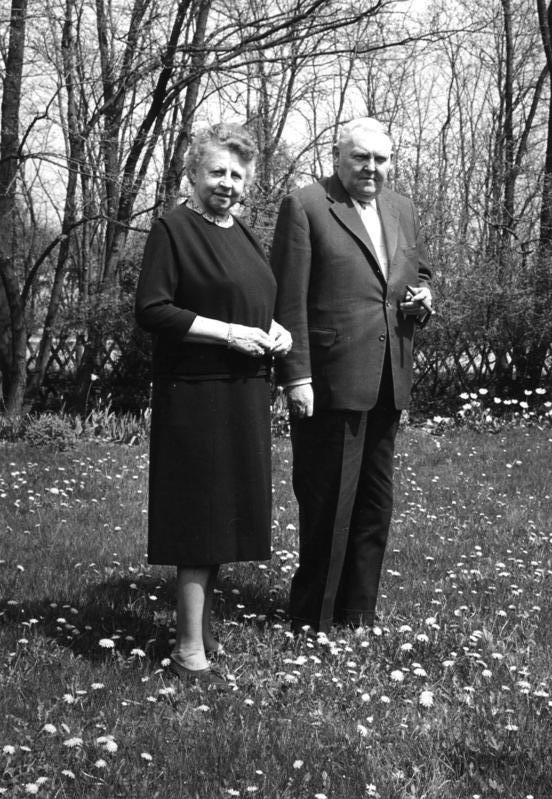
Luise und Ludwig Erhard im Mai 1963

Luise Erhard (* 18. April 1893 in Fürth; † 9. Juli 1975; geborene Lotter, verwitwete Schuster) war eine deutsche Volkswirtin und die erste Kanzlergattin in der Bundesrepublik.

## Leben

### Frühes Leben
Luise Lotter wuchs mit ihrem Bruder zunächst in der mittelfränkischen Stadt Fürth auf, in der ihr Vater eine Lebküchnerei betrieb. Später wohnte die Familie im nahegelegenen Langenzenn, wo ihr Vater seit 1900 die Zieglerei „Lotter & Stiegler“ betrieb. Lotter heiratete in erster Ehe den Juristen Friedrich Schuster, der im Oktober 1914 im Ersten Weltkrieg fiel.
Aus der Ehe stammt die Tochter Leonore.
Die verwitwete Schuster studierte an der Handelshochschule Nürnberg, wo sie den aus Fürth stammenden Ludwig Erhard wiedertraf, den sie als Nachbarskind und Bruder ihrer ehemaligen Spielkameradin Rose aus ihren Kindheitstagen kannte. Im Dezember 1923 heiratete sie Ludwig Erhard. Amtlicher „Ehewohnsitz“ war Luise Erhards Heimatort Langenzenn, wo ihre Mutter und ihr Bruder – der inzwischen die väterliche Ziegelei übernommen hatte – lebten. Die Eheleute, die beide ihr Studium in Nürnberg abgeschlossen hatten, wollten dann gemeinsam an der Universität in Frankfurt am Main weiterstudieren und promovieren, während die in die Ehe eingebrachte Tochter „Lore“ von der Großmutter in Langenzenn betreut wurde. Luise Erhard gab jedoch nach wenigen Monaten auf und kehrte zu ihrer Tochter zurück, während ihr Mann 1925 seine Promotion absolvierte. Aus der Ehe ging die Tochter Elisabeth (1925–1996) hervor.

### Hausfrau und Mutter, Ratgeberin und Kanzlergattin
Fortan verzichtete Luise Erhard auf eine eigene Karriere und begleitete die berufliche und spätere politische Laufbahn ihres Mannes als Hausfrau und Mutter, aber auch als sachverständige und „scharfsinn[ige]“ Ratgeberin. Ludwig Erhard übernahm 1925 den elterlichen Textilwarenbetrieb in Fürth, der infolge der Weltwirtschaftskrise 1928 pleiteging. Von da an war er bis zum Ende des Zweiten Weltkriegs 1945 in verschiedenen Positionen im wirtschaftswissenschaftlichen Bereich tätig; nach dem Krieg wurde er 1947 Honorarprofessor an der Universität München und 1950 zusätzlich an der Universität Bonn.
Als zunächst parteiloser Wirtschaftsfachmann und de facto späteres CDU-Mitglied gelangte Ludwig Erhard in der Nachkriegszeit rasch in hohe politische Ämter; er war unter anderem von 1949 bis 1963 Bundesminister für Wirtschaft, von 1963 bis 1966 zweiter Bundeskanzler der Bundesrepublik Deutschland und 1966/67 CDU-Bundesvorsitzender. Luise Erhards Mann war einer der beliebtesten Politiker der 1950er-Jahre und galt als „Vater“ der Sozialen Marktwirtschaft und des Wirtschaftswunders nach dem Zweiten Weltkrieg.

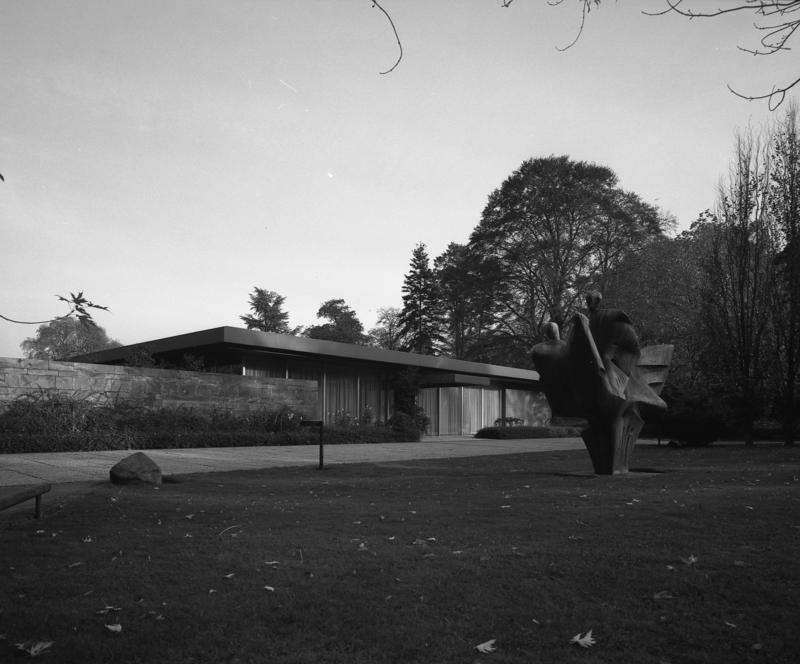
Der 1964 erstellte Kanzlerbungalow in Bonn (Fotoaufnahme von 1979)

Luise und Ludwig Erhard ließen sich Mitte der 1950er-Jahre in Gmund am Tegernsee von ihrem dortigen Nachbarn, dem Architekten Sep Ruf, einen Bungalow erbauen und richteten dort ihren dauerhaften Familienwohnsitz ein. Ruf, der durch seinen eigenen Stil mit minimierten Konstruktionen, transparenten Wänden und schlanken Dächern bekannt geworden war, wurde Anfang 1963 von Ludwig Erhard – noch in seiner Funktion als Wirtschaftsminister – mit dem Bau des Kanzlerbungalows in Bonn beauftragt. Luise Erhard, die ihren Mann zur Beauftragung von Ruf ermuntert hatte, nahm auch Einfluss auf Lage, Gestaltung und Inneneinrichtung des neuen Kanzlerwohnsitzes. Von 1963 bis 1964 entstand im Park des damaligen Bundeskanzleramts, des Palais Schaumburg, ein repräsentatives und modernes Gebäude in der Tradition der klassischen Moderne, das inzwischen als herausragendes Beispiel westdeutscher Nachkriegsarchitektur gilt und seit 2001 unter Denkmalschutz steht. Ende 1964 bezogen die Erhards als erste Bewohner das neue Wohn- und Empfangsgebäude des deutschen Bundeskanzlers.
Luise Erhard „war eine starke Frau und hatte großen Einfluss auf ihren Mann“; sie galt als dessen engste Vertraute, die dabei stets „größte […] Diskretion wahrte“. Gleichwohl sah sie – „passend zum Frauenbild in der Zeit vor dem Aufbruch der späten 60er Jahre – ihre Hauptaufgabe neben ihren Repräsentationspflichten im Zuhören“. So wurde sie dann auch von Zeitgenossen als „perfekte Hausfrau, mütterlich, charmant, selbstsicher und praktisch“ charakterisiert. Als ihr Mann 1963 Bundeskanzler wurde und die Erhards (zunächst) das Palais Schaumburg bezogen, bezeichnete eine Zeitung die Kanzlergattin als „deutsches Hausmütterchen“, woraufhin Luise Erhard verärgert verkündete: „Hausmütterchen war ich in meinem ganzen Leben nicht, und das will ich auch wirklich nicht sein“.
Vom 16. Oktober 1963 bis zum 1. Dezember 1966 war sie deutsche Kanzlergattin. Rückblickend wurde sie Anfang der 2000er-Jahre „von allen [bis dato] ‚First Ladies‘ der Bundesrepublik – der Titel ist unzutreffend, denn protokollarisch rangiert die Frau des Bundeskanzlers erst an vierter Stelle“ – neben Loki Schmidt als diejenige wahrgenommen, die „durch ihre intellektuelle Souveränität beeindruckt[e]“.

### Repräsentationsaufgaben, Ehrenämter und Mäzenatentum

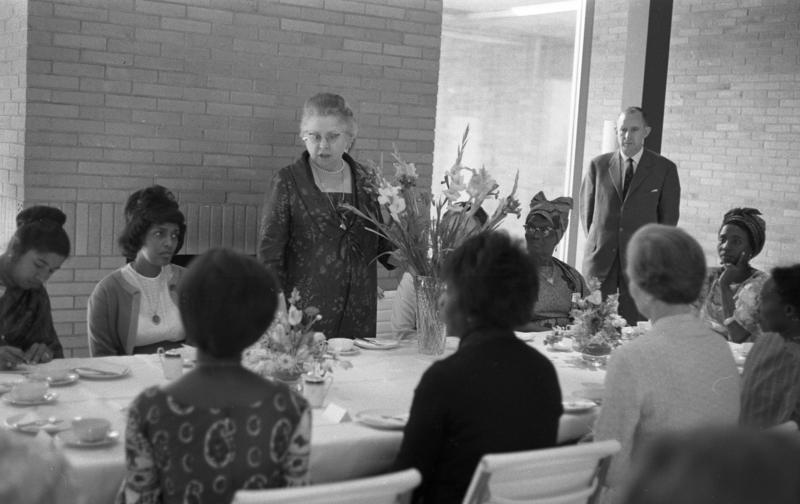
Kanzlergattin Luise Erhard bei ihrem Empfang eines afrikanischen Frauen-Seminars im Kanzlerbungalow im Mai 1966

Luise Erhard übernahm an der Seite ihres Mannes zunehmend Repräsentationsaufgaben und Ehrenämter. So wurde unter ihrer Schirmherrschaft im Jahr 1954 die heute noch bestehende, gemeinnützige Einrichtung Aktion Das Sichere Haus (DSH) ins Leben gerufen, deren Ziel es war und ist, über Unfallgefahren in Heim und Freizeit zu informieren und dadurch zur Senkung der hohen Unfallzahlen beizutragen. 1962 taufte sie einen Tanker der damals größten deutschen Tankschiffreederei, der Deutschen Shell Tanker GmbH in Hamburg.
Als Kanzlergattin wählte sie dann ihre repräsentative Pflichten mit Bedacht aus, so übernahm sie im Oktober 1963 und damit bereits vor der Wahl ihres Mannes zum Bundeskanzler die Schirmherrschaft über „das Kolloquium der Damen im Bonner ‚Colloquium humanum‘, das die Begegnung zwischen Bonner Damen und Diplomaten-Gattinnen pflegt[e]“, begleitete ihren Mann auf Auslandsreisen, darunter 1963 auf seine erste Amerika-Reise als Kanzler, bat gemeinsam mit ihrem Mann ausgewählte Gäste zum Frühstück in den neuen Kanzlerbungalow und lud auch eigene Gäste ein, traf sich gemeinsam mit ihrem Mann zu Gesprächen mit Schriftstellern und Künstlern, begleitete ihren Mann im Mai 1965 beim Empfang auf Schloss Augustusburg in Brühl zu Ehren der britischen Königin Elisabeth II. anlässlich deren damaligen Deutschlandbesuchs, legte im November 1966 in Barntrup den Grundstein für das Westfälische Kinderdorf Lipperland – das erste Kinderdorf in Nordrhein-Westfalen − und besuchte im Dezember 1965 die 100. Nachkriegs-Ausstellung im Haus der Städtischen Kunstsammlungen Bonn am Eröffnungstag.
Als Mäzenin förderte sie unter anderem die 1963 in Bad Godesberg gegründete „Galerie Pro“ des Galeristen Johannes Wasmuth, der gespendete Kunstwerke verkaufte und die Erlöse der von ihm gegründeten Fördergemeinschaft Kinder in Not zuführte. Die von ihr begründete Stiftung Luise-Erhard-Fonds (auch Luise-Erhard-Stiftung genannt) in Fürth vergibt unter anderem Förderpreise an für ihre Leistungen ausgezeichnete Absolventen der nach ihrem Mann benannten Ludwig-Erhard-Schule Fürth, die zwischenzeitlich ein Studium aufgenommen haben.

### Spätes Leben

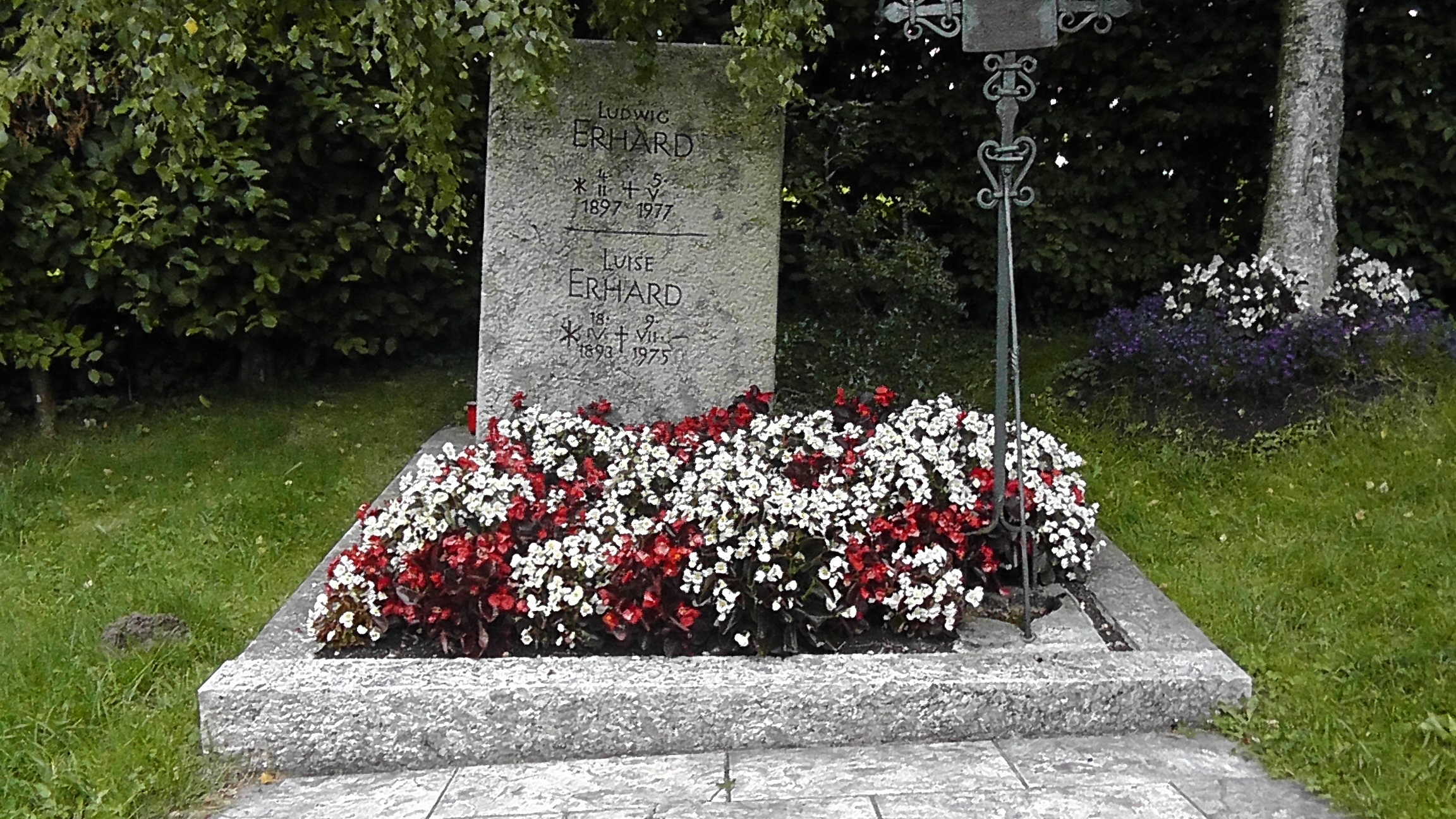
Grabstätte für Luise und Ludwig Erhard in Gmund am Tegernsee

Nach dem politischen Scheitern Ludwig Erhards als Kanzler und seinem Rücktritt am 1. Dezember 1966 zogen Ludwig und Luise Erhard Anfang 1967 vom Bonner Kanzlerbungalow in ihren Zweitwohnsitz in Gmund am Tegernsee, der ihr Altersruhesitz wurde. Luise Erhard stand damals in ihrem 74. Lebensjahr, ihr Mann kurz vor seinem 70. Geburtstag. Während ihr Mann, der bis an sein Lebensende Mitglied des Deutschen Bundestags blieb, sich ungeachtet seiner zunehmenden Bedeutungslosigkeit für das politische Geschehen an „seine verblassende Reputation und an Bonn […] klammert[e]“, blieb Luise Erhard meist am Tegernsee, so dass die Eheleute sich in ihrem letzten Lebensjahrzehnt seltener als früher sahen.
Luise Erhard starb im Sommer 1975 im Alter von 82 Jahren, ihr Mann starb zwei Jahre später. Die gemeinsame Grabstätte von Luise und Ludwig Erhard befindet sich auf dem Bergfriedhof in Gmund am Tegernsee.